# Світлодіодна лампа

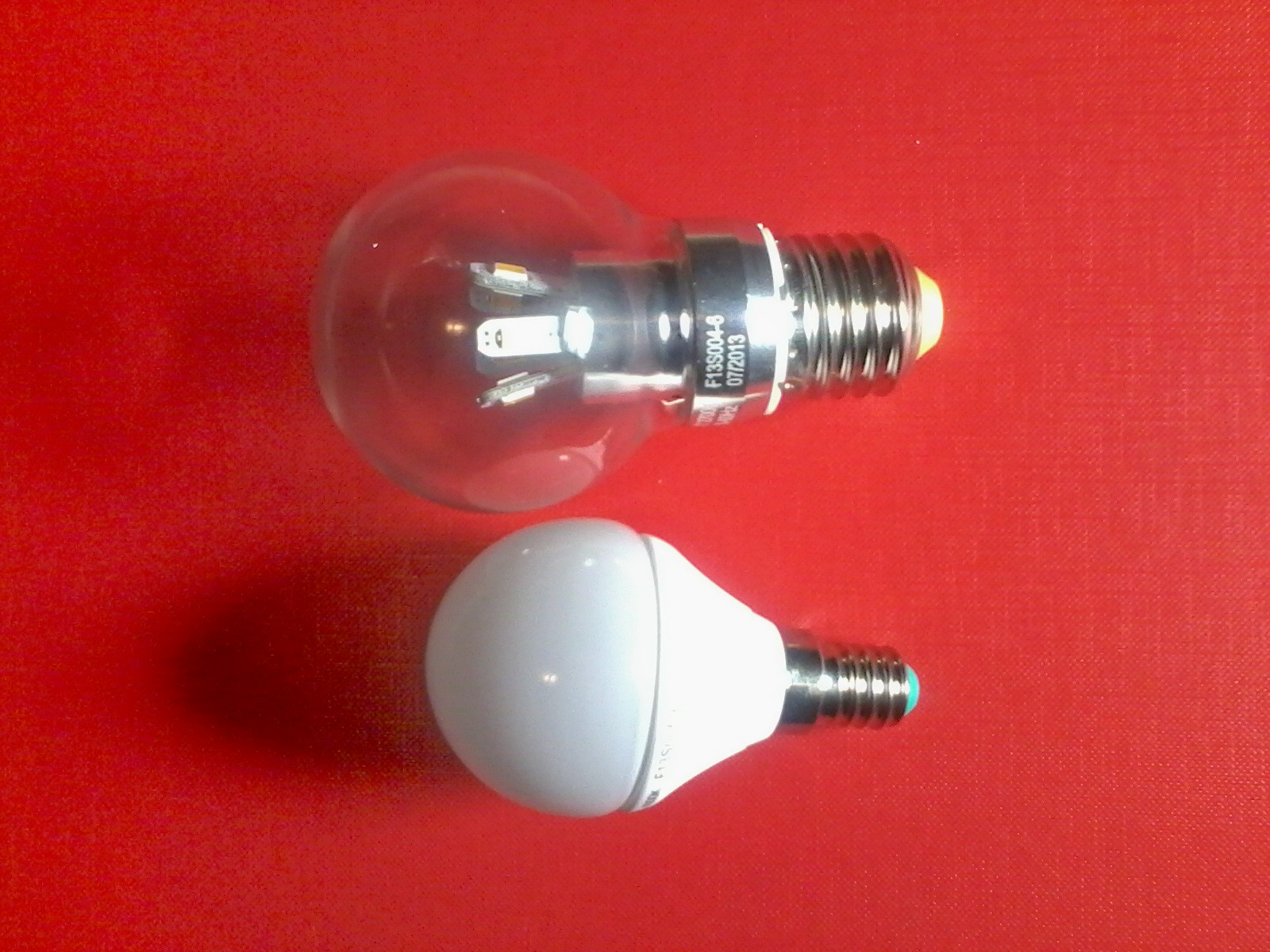
Світлодіодні лампи, 220 В, 50 Гц

Світлодіодні лампи або світлодіодні світильники — світлотехнічні вироби для побутового, промислового та вуличного освітлення, у яких джерелом світла є світлодіоди. Світлодіодна  лампа — це набір світлодіодів і схеми живлення для перетворення мережевої енергії на постійний струм низької напруги.
На світлодіоди має несприятливий вплив висока температура, через що, світлодіодні лампи, здебільшого, мають теплові елементи розсіювання, як-от радіатори й охолоджувальні ребра. Термін їхньої служби й електричний ККД (відносяться до енергоощадних ламп) у рази кращі, ніж у звичайних ламп розжарення і більшості люмінесцентних ламп. Щоб спростити заміну ламп розжарення на світлодіодні, останні конструктивно виконують зі стандартними цоколями: E14 (міньйон), E27, E40 та іншими. Передбачалося, що ринок світлодіодних ламп, зростатиме більш ніж у дванадцять разів протягом наступного десятиліття, з $ 2 млрд на початку 2014 до $ 25 млрд 2023 року.

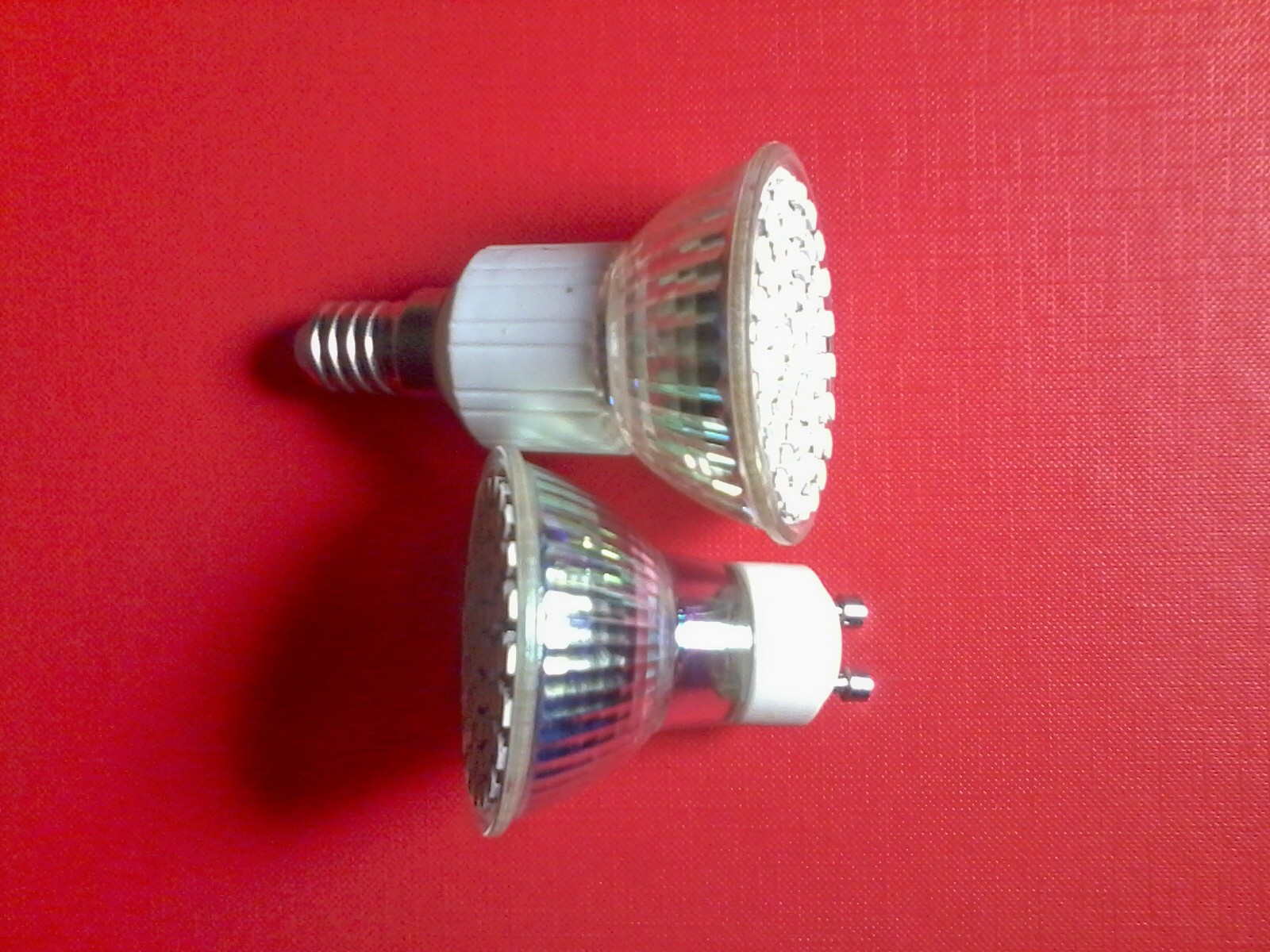
Рефлекторні світлодіодні лампи, 220 В, 50 Гц

На відміну від більшості люмінесцентних ламп (наприклад трубок або компактних), світлодіоди набирають повної яскравості без потреби часу на прогрівання; окрім цього, строк служби люмінесцентних ламп знижується частими вмиканнями та вимиканнями, оскільки вони мають вольфрамові нитки розжарення. Таких вад не мають світлодіодні лампи, але їхня первісна вартість, зазвичай, набагато вища. Більшість світлодіодних ламп не випромінюють світло у всіх напрямках, проте лампи, які розповсюджують світло на усі боки (360 °), станом на 2020-і, стають усе більш поширеними.

## Історія
Перший світлодіод, який працює у видимому діапазоні, було розроблено 1962 року, групою Ніка Голоняка («батька світлодіодів») — американського професора русинського походження у компанії General Electric. Однак, вони були малопотужними і виробляли світло лише на низьких червоних частотах спектру. Перший же синій світлодіод високої яскравості було представлено Сюдзі Накамурою з японської корпорації Nichia аж 1994 року.  Наявність синіх і високоефективних світлодіодів, привела до розробки першого «білого світлодіода», в якому було використано люмінофорне покриття для часткового перетворення випромінюваного синього світла на червоні та зелені частоти, що створювало світловий потік, який здається білим. Ісаму Акасака, Хіросі Амано та Накамура за винахід синього світлодіода були згодом (2014), відзначені Нобелівською премією з фізики.
На початку 2007 року, були випущені перші світлодіодні лампи для звичайних лампових патронів E27 і E14. Спочатку вони мали світловий потік усього в 300 лм, що відповідало побутовій лампі розжарення потужністю 30 Вт, і кут розсіювання світла — 120° (у ламп розжарення — 330°). Наприкінці 2011 року було оголошено про те, що компанія Panasonic досягла кута розсіювання близько 300 градусів, а 2015 — до 350 градусів. На додаток до недостатньої яскравості для багатьох завдань, спочатку вони мали лише блакитний («холодний») колір світла, котрий часто піддавався критиці. З 2010 року світлодіодні лампи стали також доступними з теплим білим світлом. З тих пір на ринку ще з'явилися так звані волоконні світлодіодні лампи, які виготовлено з прозорою скляною колбою і змодельовано на зразок гарних історичних ламп розжарення з одиничними нитками, але з десятками окремих світлодіодів.
Кількісне виробництво знижує вартість світлодіодних ламп. Наприклад, за проміжок з 2008 по 2015 рік, вартість таких ламп у США впала на 94 %.

## Конструктивні особливості
Світлодіодний світильник являє собою окремий і самостійний пристрій. Його корпус найчастіше особливий за 

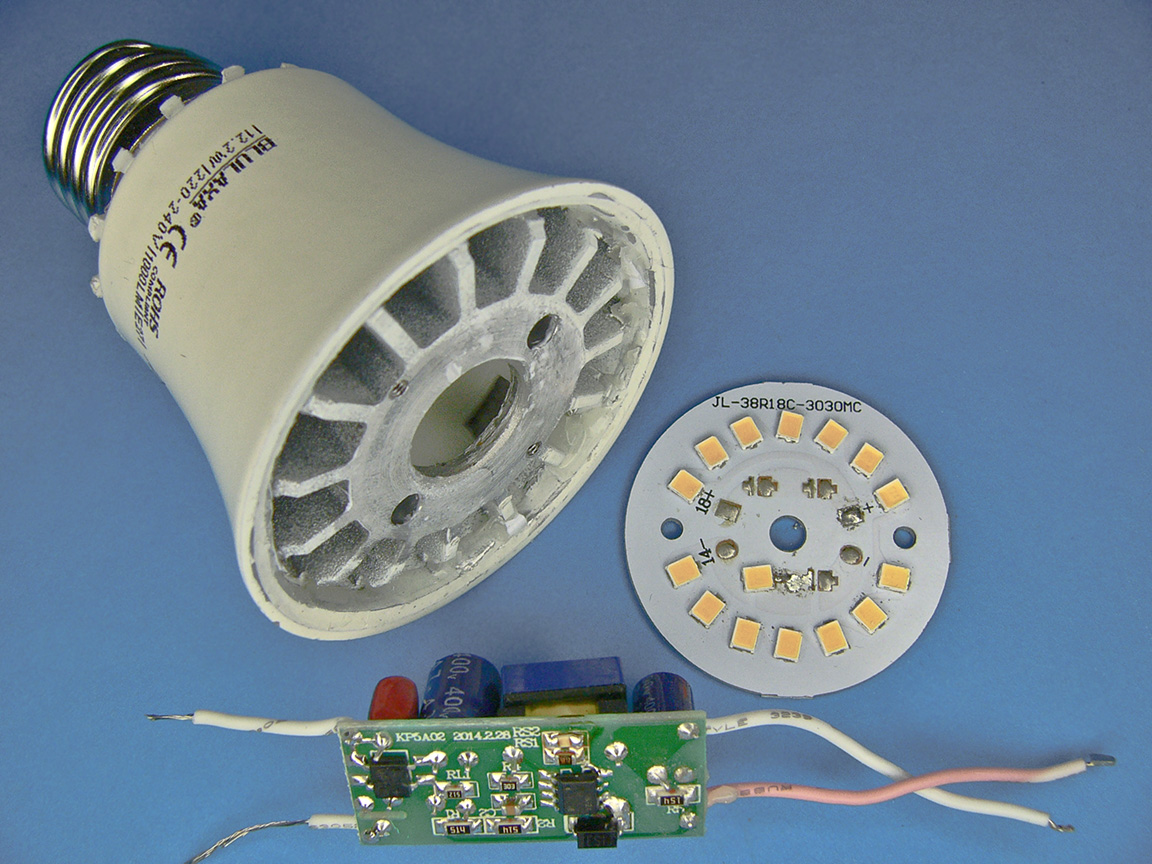
Складники світлодіодної лампи на 1000 Лм

будовою та навмисно спроєктований під різні світлодіодні джерела освітлення. Велика кількість світлодіодів та їхній малий розмір, дозволяють розташувати їх у різних місцях, збирати у панелі, використовувати для підсвічування дисплеїв, телевізорів тощо.

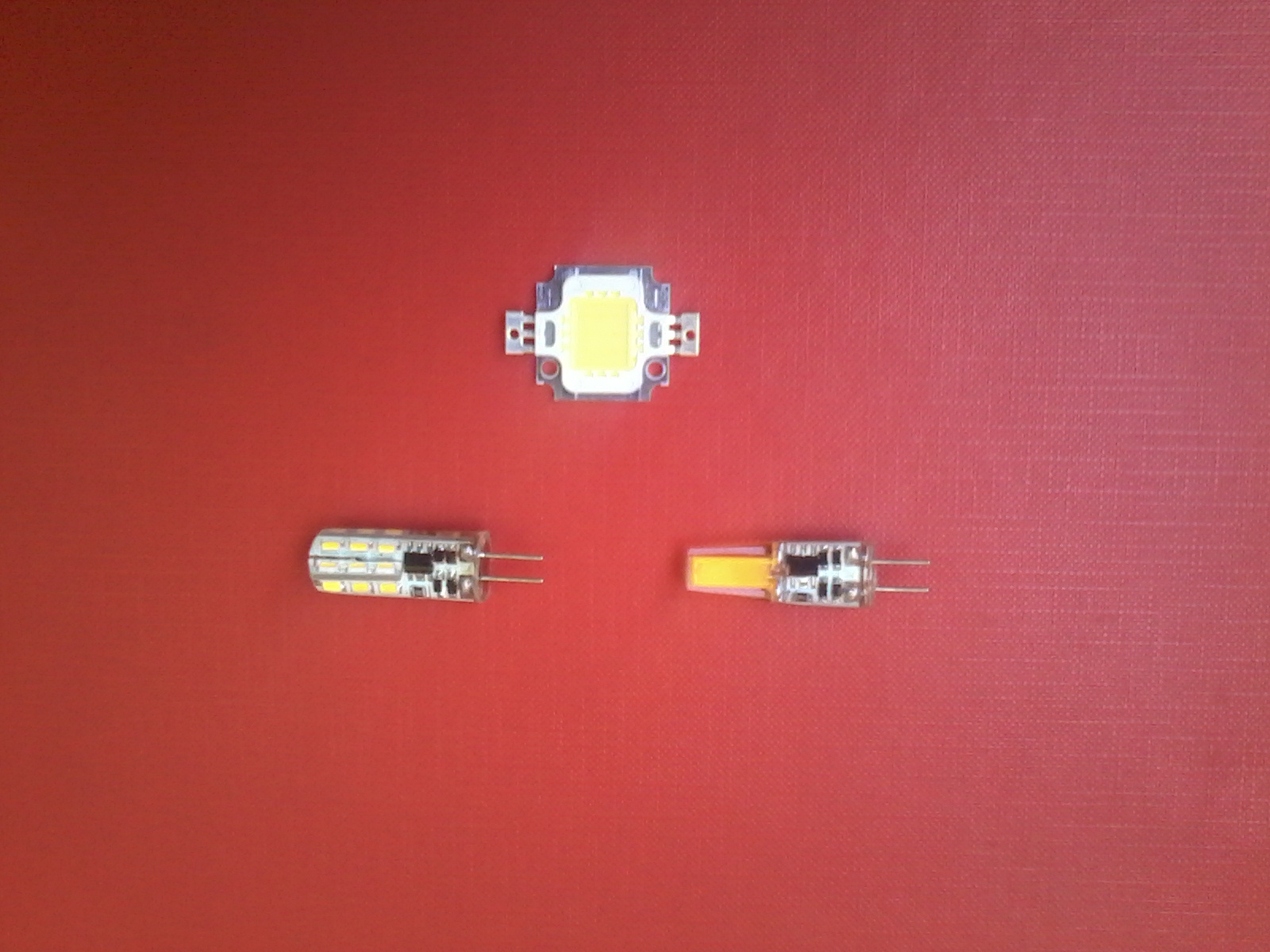
Світлодіодні лампи на напругу 12В (змінну або постійну), світлодіодна матриця (вгорі) на постійну напругу 12В

Освітлення загального призначення потребує білого світла. Світлодіоди випромінюють світло у дуже вузькому діапазоні довжин хвиль, тобто з колірною характеристикою енергії напівпровідникового матеріалу, котрий використовується для виготовлення світлодіодів. Для випромінювання білого світла від світлодіодної лампи треба змішувати випромінювання від червоного, зеленого і синього світлодіодів або використовувати люмінофор задля перетворення частини світла на інші кольори.

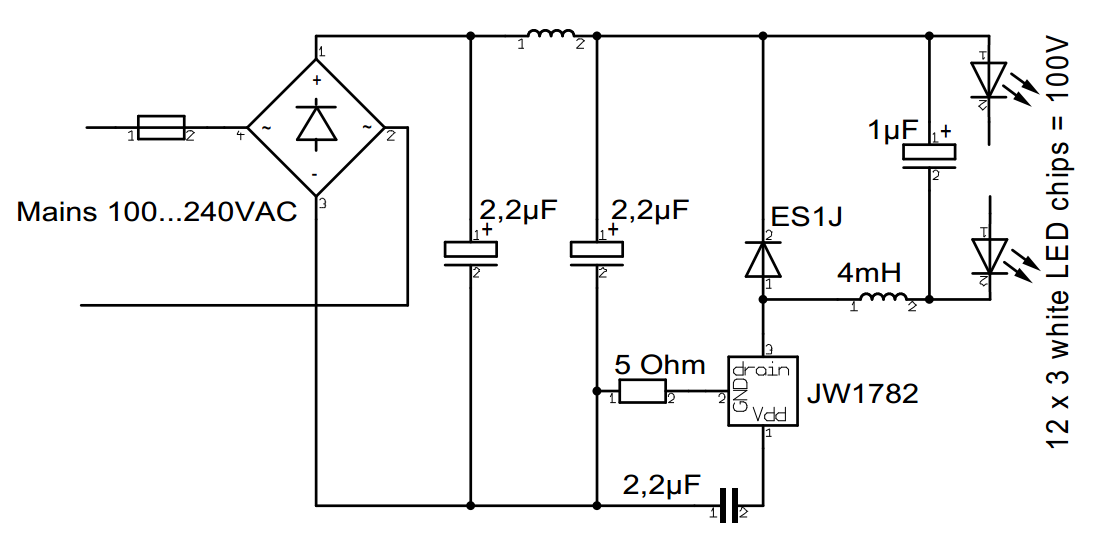
Принципова схема джерела живлення світлодіодної лампи 6 Вт з понижувальним перетворювачем напруги.

Оскільки короткохвильове світло може бути перетворено на довгохвильове люмінофором, досить використати лише синій світлодіод, а інші кольори можуть випромінюватися за допомогою люмінесценції.
Один з методів — RGB (red, green, вlue), це використання кількох світлодіодних
матриць, кожна з яких випромінює різну довжину хвиль у безпосередній близькості, для створення загального білого кольору.

## Використання
Істотною відмінністю від інших джерел світла є те, що світлодіодне випромінювання спрямованіше, тобто виглядає як вузький промінь. Світлодіодні лампи використовуються для загального освітлення та особливого призначення. Там, де потрібно світло одного кольору, дуже зручно застосовувати світлодіоди, адже їм не потрібні світлофільтри, які поглинають частину світлової енергії.
Світлодіодні лампи, мають більш тривалий термін служби (до 50 000 годин) та вищу ефективність (світлову віддачу 100 Лм/Вт), ніж більшість інших відомих ламп (у лампи розжарення — 12 Лм/Вт), у разі використання за належної температури. Світлодіодні джерела, малорозмірні, що дає гнучкість у проєктуванні світильників і хороше дотримання розподілу світла з малими відбивачами або лінзами. Через невеликий розмір світлодіодів, керування просторовим розподілом освітленості світлодіодних ламп, є надзвичайно гнучким. Світлодіоди, де використовується спосіб колірного змішування, можуть випромінювати широку смугу кольорів, змінюючи співвідношення світла, що створюється у кожному з основних кольорів. Це допускає повне

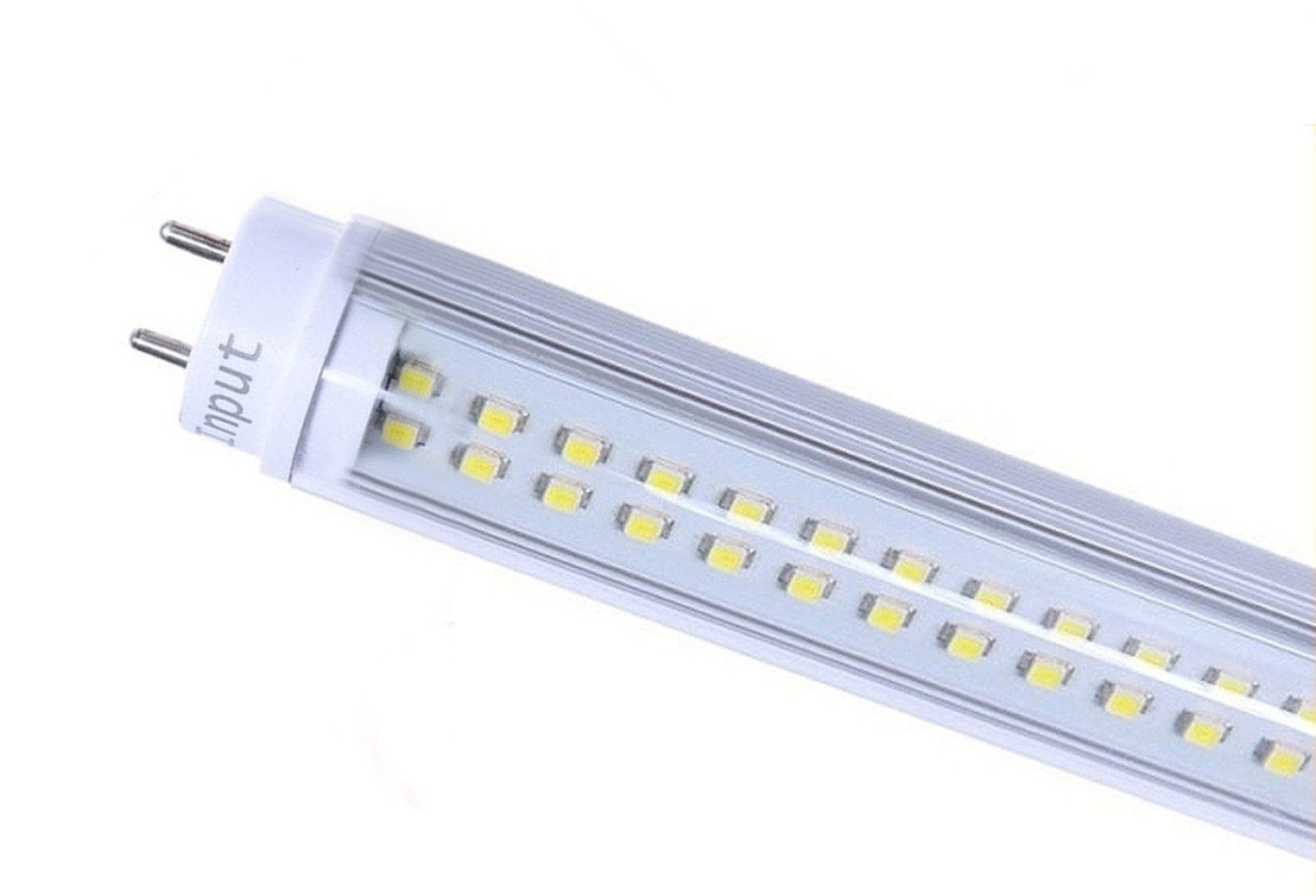
Лінійна світлодіодна лампа для заміни трубчастих люмінесцентних ламп

їхнє змішування, у лампах зі світлодіодами різних кольорів. Деякі сучасні світлодіодні лампи, можна застосовувати з димерами (регуляторами світла), так само як із застарілими лампами розжарення, або галогеновими. Світлодіоди використовуються у велосипедних та автомобільних фарах, ліхтариках, садових світильниках, у медицині, святковій ілюмінації, побуті, виробництві та інше.
Перевагами таких ламп, є також, повна відсутність ультрафіолетового випромінення, що корисно стосовно комах, які не полюбляють ці промені.
Світлодіодні лампи не містять шкідливих речовин (ртуті, свинцю тощо) та переробляються як побутові відходи, що також розширює межі їх застосування. Виробники світлодіодних ламп, пропонують гарантійний термін їхньої роботи до 3 років.
Придатну робочу температуру довкілля зазвичай не зазначено, однак, із досвіду використання, відомо, що вони можуть працювати від -40º до + 50ºС.

### Вплив на рослини
Досліди, розкрили величезну продуктивність та урожайність овочів та декоративних рослин, під світлодіодними джерелами світла. У парникових випробуваннях, оцінювалася чимала кількість видів рослин, щоби переконатися, що якість біомаси та біохімічних показників таких рослин, порівнянна або навіть вища, ніж у вирощених за польових умов. Продуктивність м'яти, васильків, сочевиці, салату, капусти, петрушки та моркви, було визначено за допомогою оцінки здоров'я і сили рослин та успіху світлодіодів у сприянні їхньому зростанню. Також, було помічено рясне цвітіння обраних 

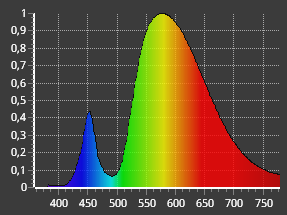
Спектр випромінювання білої світлодіодної лампи

декоративних рослин, зокрема первоцвіту, нагідків тощо.
Світлові діоди забезпечують ощадне електричне освітлення на бажаних довжинах хвиль (червоний + синій кольори), які підтримують виробництво парникового тепла за невеликий час і з високою якістю та кількістю. Оскільки світлодіодні лампи є прохолодними, рослини може бути розташовано якомога ближче до джерел світла без ризику перегрівання або опіку. Це дозволяє вивільнити велику кількість місця для додаткового вирощування рослин.

### Установка зовнішніх світлодіодних світильників
Найважливішим чинником під час розгляду умов зовнішньої установки є, безсумнівно, ступінь захисту, який має світильник від несприятливої погоди та вологості поза домівкою. Неправильно підібраний світловий прилад може припинити працювати через надмірну вологу, або механічне пошкодження.
Ступені захисту, найбільш придатні відповідно до різних ділянок використання світлодіодних світильників
Ділянка 1. Вікна під дахами. Навіть якщо вони не піддаються прямому потраплянню води, на світлові прилади можуть стікати краплі з даху. Належить встановлювати світильники з захистом щонайменше — IP23.
Ділянка 2. Світильники, вбудовані у стіни. Ці світлові прилади більш піддані впливу води, а також вимагають додаткового захисту від можливих твердих частинок, як от пил або бруд. Належний захист — IP44.
Ділянка 3. Позначувальні світильники на землі. Цей вид світильників вимагає найбільш можливого захисту від впливу пилу та бруду, а також стійкості до можливих механічних пошкоджень. До того ж, вони також, повинні мати дуже добрий захист від потоків води. Потрібен захист, щонайменше — IP65.
Ділянка 4. Світильники на краю басейнів або ставків. Такі світлові прилади мусять бути якнайбільше захищеними від пилу і пошкодження ногою, та придатними до тимчасового водного занурення, але не на велику глибину (найбільше 15 см). Треба встановлювати світильники з захистом, щонайменше — IP67.
Ділянка 5. Світильники всередині басейнів або ставків. Потрібен найбільший захист — стійкість до всіх видів руйнувань, та призначення для заглибної установки. Вимагається захист — IP68.

## Обмеження
Передавання кольору світлодіодних ламп, не співвідносне з лампами розжарення, які створюють близьке до зразкового, випромінювання абсолютно чорного тіла, ніби від сонця (очі людини за тисячі років пристосувалися для найкращого сприйняття такого світла). Одиниця вимірювання — Індекс передавання кольору (CRI або Ra) — використовується для вираження здатності джерела світла, передавати кольори (шкала від 0 до 100). Світлодіодні лампи, які мають Ra нижче 75, не радять для застосування у кімнатному освітленні.

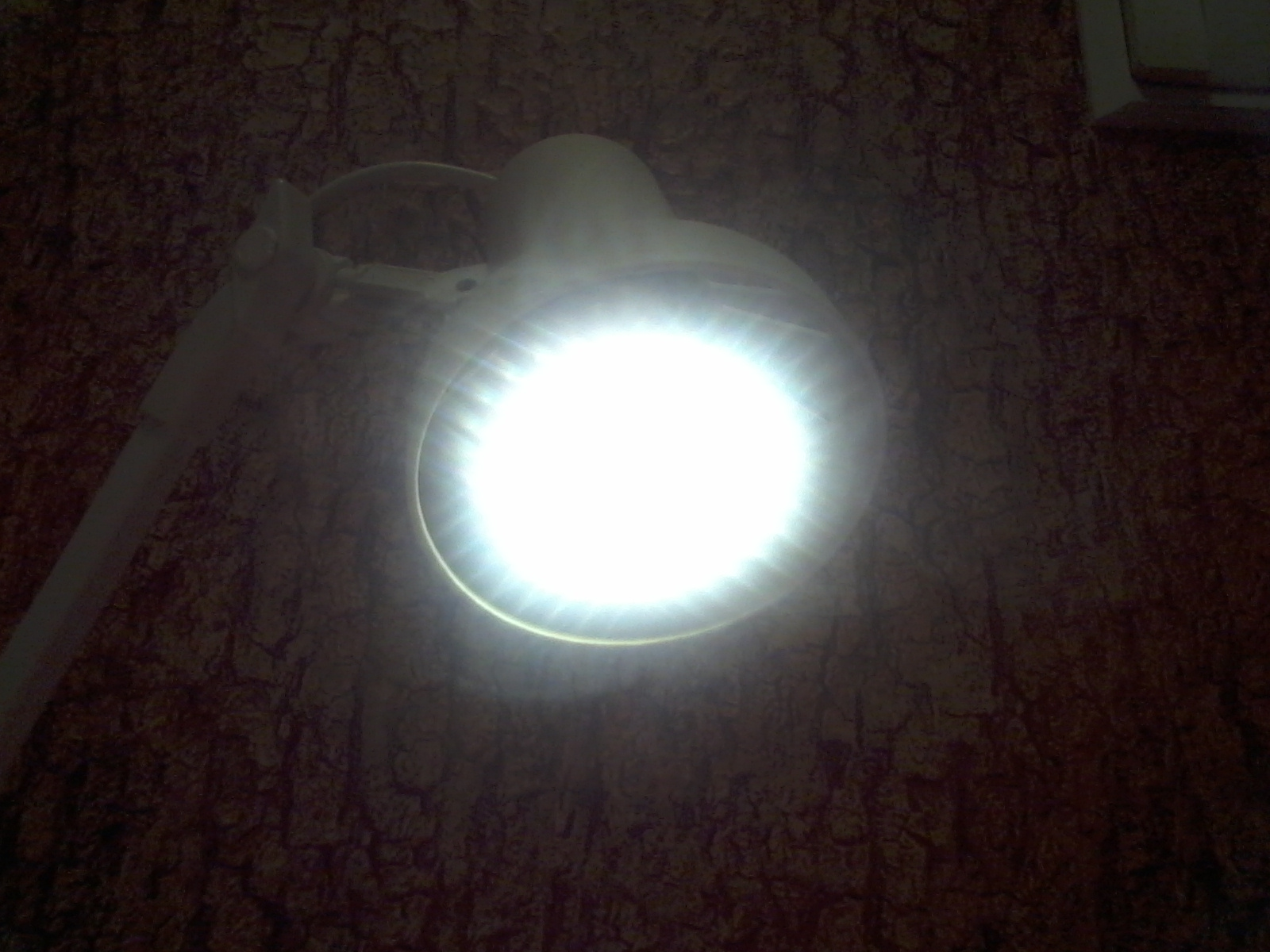
Світлодіодна лампа

Світлодіодні лампи можуть блимати, як і застарілі трубчасті люмінесцентні лампи, зокрема і дешеві компактні. Цю їхню властивість, можна побачити на уповільненому відео світіння такої лампи, або за допомогою увімкненої фотокамери смартфону, направленої на лампу яка світиться. Ступінь мерехтіння, чи повна його відсутність, залежить від ціни лампи — якості джерела живлення постійного струму, вбудованого у структуру лампи, (переважно, розміщується у її цоколі). Довге спостерігання мерехтливого світла, сприяє головним болям та утомі очей. Вперше, виробники світлодіодних ламп, повідомили торговельним мережам про індекс мерехтіння та модуляції 2016 року. Станом на 2017 рік, наприклад, у ЄС, відомості про індекс мерехтіння та модуляції на роздрібному пакуванні світлодіодних ламп, не є обов'язковими. Лампи з частотою мерехтіння світла ≥ 100 Гц, яка досягається також, у дешевих світлодіодних лампах в Європі, мають досить низький ризик для здоров'я з модуляцією менше 8 %.
Світлодіодні лампи мають високу яскравість точкових джерел світла, тож дивитися просто на них, руйнівно для очей.
Світлодіодні лампи чутливі до впливу високих температур, як і більшість твердотільних електронних компонентів. Через це, вони повинні бути перевірені на сумісність для використання у цілком, або частково закритих світильниках перед установкою, оскільки накопичення тепла, може викликати пошкодження лампи та / або пожежу.
Залежно від будови лампи, світлодіоди можуть бути чутливі до електричних розрядів. Здебільшого, це не стосується ламп розжарення та галогенних, але може бути проблемою для LED і компактних люмінесцентних ламп. Кола живлення, світлодіодних ламп, може бути захищено від перепадів напруги, за допомогою пристроїв захисту від перенапруг.
У світлодіодів також, є серйозна екологічна вада — алюмінієвий радіатор, який охолоджує електронні складники світлодіодних лампочок. Річ у тому, що процес видобутку, очищення й обробки алюмінію, є дуже енергоємним і створює кілька побічних продуктів, зокрема таких як сірчана кислота. Це зумовлює додаткове навантаження на довкілля, що знижує «екологічну якість» світлодіодних джерел світла.
Вчені вважають, що у найближчі п'ять років (до 2016 року), буде розроблено більш ефективні світлодіоди, з набагато меншими радіаторами, наприклад з використанням для охолодження, теплопровідної пластмаси.